# Close to My Heart
Pour plus de détails, voir Fiche technique et Distribution.
Close to My Heart est un film dramatique américain réalisé par William Keighley et sorti en 1951.

## Synopsis
Mariés depuis quatre ans, Brad et Midge Sheridan n'ont pas eu d'enfants. En effet, Midge est stérile. 
En mal de maternité, elle souhaite en adopter un. Brad est d'accord, en passant par la voie légitime. Mais la directrice de l'agence d'adoption, Mme Morrow, les prévient que l'adoption ne pourra se faire avant deux ans. Midge, impatiente, apprenant qu'un bébé a été découvert abandonné sur les marches d'une église, se précipite au commissariat. Brad accepte et s'attache peu à peu à l'enfant, prénommé Danny. 
Mais Brad décide, malgré tout, de mener sa propre enquête pour découvrir les antécédents de son nouveau fils et ses risques d'hérédité. Ses recherches le conduisent à la mère naturelle, Martha, morte lors de l'accouchement, puis au père naturel, Everett C. Heilner, criminel incarcéré à la prison d'État de San Quentin. Brad, allant jusqu'au bout de sa quête, demande à rencontrer l'homme et se retrouve face à Heilner. Ce dernier refuse d'élever l'enfant et accepte l'adoption. Brad revient au domicile mais l'agence d'adoption, qui a eu vent des démarches de Brad, a stoppé la procédure d'adoption. 
Finalement, Brad convainc Mme Morrow de remettre la procédure en état afin que l'adoption ait lieu : confessant la recontre avec Heilner, il déclare que les liens de l'attachement sont plus importants que la génétique. Mme Morrow accepte que l'adoption ait lieu.

## Fiche technique
- Titre : Close to My Heart
- Réalisation : William Keighley, assisté de Don Alvarado
- Scénario : William Keighley et James R. Webb, d'après son roman
- Chef-opérateur : Robert Burks
- Musique : Max Steiner
- Montage : Clarence Kolster
- Production : William Jacobs pour Warner Bros
- Pays de production :  États-Unis
- Format : Noir et blanc
- Genre : Film dramatique
- Durée : 90 minutes
- Date de sortie : 
  - États-Unis : 1er janvier 1951

## Distribution
- Ray Milland : Brad Sheridan
- Gene Tierney : Midge Sheridan
- Fay Bainter : Mme Morrow
- Howard St. John : I. O. Frost
- Mary Beth Hughes : Arlene
- Ann Morrison : Mme Barker
- James Seay : Everett C. Heilmer
- Baby John Winslow : Babby Danny
- Eddie Marr : Dunne
- Gertrude Hoffmann : Mme Madison

## Adaptation
Le film a été adapté pour la radio dans le cadre de l'émission Lux Radio Theatre.